# Straßenbahn Kiel
Die Kieler Straßenbahn wurde am 8. Juli 1881 als Pferdebahn mit einer Spurweite von 1100 mm in Kiel eröffnet. Diese Spurweite wurde bis zum Betriebsende 1985 beibehalten, sie ging auf eine Umrechnung der britischen Spur 3 Fuß 6 Zoll (1067 mm) in metrische Maße zurück und wurde in Deutschland nur noch bei den Straßenbahnen in Lübeck und Braunschweig verwendet. Die Umstellung auf elektrischen Betrieb erfolgte im Jahr 1896. Betreiber der Bahn war zu diesem Zeitpunkt die Allgemeine Lokalbahn- und Kraftwerke AG (ALOKA). Ab dem Jahr 1942 wurde die Bahn bis zu ihrer Einstellung am 4. Mai 1985 durch die Kieler Verkehrs-AG (KVAG) betrieben.

## Die Linien der Pferdebahn (1881–1896)
Die erste Linie führte von Rondeel über Sophienblatt und den damaligen Bahnhof auf einem Rundkurs über Wall, Prinzengarten, Markt und Holstenstraße wieder zum Rondeel zurück. Ab 30. August wurde der Betrieb auf der Strecke Börse (Wall) – Seebadeanstalt Düsternbrook aufgenommen.
1890 wurde der Betrieb von der Baustraße über die Holtenauer Straße bis zur Waitzstraße und zum Sommerlokal Meltz (Holtenauer Straße/Wrangelstraße) aufgenommen.
Die erste Linie wurde 1892 über das Rondeel hinaus bis zur Waldwiese verlängert. Sie führte über Hamburger Chaussee, Sophienblatt, Klinke (heute: Holstenplatz), Fleethörn, Muhliusstraße, Dreiecksplatz, Holtenauer Straße. Die Wagen dieser Linie wurden von einem Pferd gezogen, nur auf der Steigungsstrecke (Talanow spricht von der Muhliusstraße, vielleicht ist damit die gesamte Teilstrecke Fleethörn bis Dreiecksplatz gemeint) wurde ein zweites Pferd dazugespannt.
Die zweite Linie führte von der Börse durch Damenstraße (heute Wall) und Wasserallee (unterhalb des Schlosses), den Düsternbrooker Weg entlang bis zur damaligen Seebadeanstalt auf der Höhe des heutigen Kieler Yacht-Clubs. Die Linie besaß einen Abzweig, der durch den Schloßgarten und die Dänische Straße zum Markt führte. Die Wagen waren generell mit zwei Pferden bespannt.
Das Schienennetz der beiden Linien war durch Gleise im Schloßgarten und in der Brunswiker Straße miteinander verbunden.

## Weitere Entwicklung

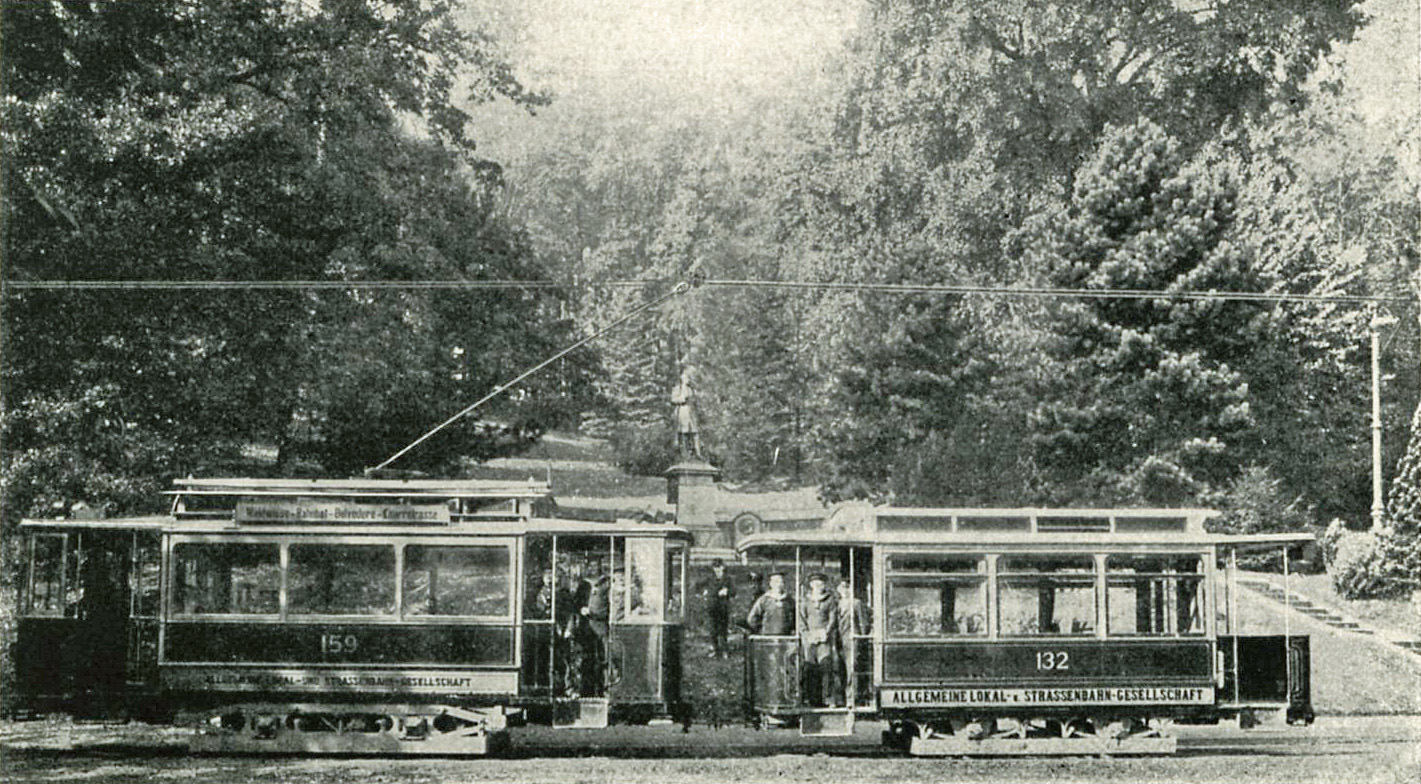
Triebwagen 159 und Beiwagen 132 der Kieler Straßenbahn um 1900

Am 12. Mai 1896 wurde die erste elektrisch betriebene Linie eröffnet. Sie führte vom damaligen Hauptbahnhof über die Holtenauer Straße nach Belvedere. Noch im selben Jahr wurden zwei weitere Linien eröffnet. Am 6. Februar fuhr die erste Straßenbahn vom Hauptbahnhof zum Ostufer nach Gaarden. Am 3. Mai im selben Jahr wurde eine Linie vom Fähranleger Gaarden über Gaarden nach Wellingdorf in Betrieb genommen. Mit der Fähre gab es einen Übergangstarif. Für beide Linien war im selben Jahr der Betriebshof Gaarden in Betrieb genommen worden.
1908 wurden Liniennummern eingeführt:
10 Wik, Knorrstraße – Belvedere – Markt – Hauptbahnhof – Rondeel – Waldwiese
20 (Ringlinie) Hauptbahnhof – Ringstraße – Knooper Weg – Waitzstraße – Feldstraße – Fleethörn – Hauptbahnhof
30 Hohenzollernring – Fleethörn – Seegartenbrücke – Seebadeanstalt Düsternbrook
40 Hauptbahnhof – Gaarden
50 Fähre Gaarden – Wellingdorf
1907 wurde ein Vertrag zwischen der Stadt Kiel und der ALOKA geschlossen, der einen verstärkten Ausbau des Netzes zur Folge hatte. Nach und nach wurde das Netz zweigleisig mit bis zu zehn Linien ausgebaut, so dass es noch vor Ende des Ersten Weltkrieges 40 km Streckenlänge hatte, die von 122 Trieb- und 29 Beiwagen befahren wurden.
Das Liniennetz von 1910 umfasste zehn Linien:
010 Wik, Knorrstraße – Belvedere – Bahnhof – Rondeel – Waldwiese
020 Bahnhof – Ringstraße – Knooper Weg – Waitzstraße – Feldstraße – Schloßgarten – Bahnhof
030 Eichhof – Exerzierplatz – Neumarkt – Bootshafen – Seebadeanstalt
040 Neumarkt – Bahnhof – Kaistraße – Blessmanndamm – Gaarden, Kaiserstraße
050 Fähre Gaarden – Wilhelminenhöhe – Norddeutsche Straße – Kaiserstraße – Ellerbek – Wellingdorf (von 1901 bis 1921)
060 Hohenzollernring – Seebadeanstalt
070 Neumarkt – Schloßgarten – Brunswiker Straße – Belvedere
080 Neumarkt – Gaarden – Wellingdorf (erst ab 1922)
090 Kirchhofallee / Calvinstraße – Bahnhof – Schloßgarten – Feldstraße
100 Hohenzollernring – Seegarten
1937 schlossen sich die Hafenrundfahrt GmbH (gegründet 1905) und die Holsteinische Autobusgesellschaft mbH (gegründet 1933) zur Kieler Verkehrs AG (KVAG) zusammen. Am 1. Juli 1942 übernahm sie auch den Straßenbahnverkehr, der bis dahin von der Allgemeine Lokalbahn- und Kraftwerke AG (ALOKA) betrieben wurde. Die ALOKA erhielt dafür Anteile an der KVAG. Damit gab es in Kiel ein Verkehrsunternehmen, das alle Verkehrsarten (Straßenbahn, Buslinien und Fördeschifffahrt) unter einem Dach vereinigte.

### Oberleitungsbus
Im Zweiten Weltkrieg wurde am 30. April 1942 nach Antrag vom 8. Oktober 1941 statt einer neuen Straßenbahnlinie der Betrieb von Oberleitungsbussen genehmigt, um den neuen Stadtteil Elmschenhagen an das Kieler Verkehrsnetz anzubinden. Der O-Bus-Verkehr wurde zwischen 1960 und 1964 auf Dieselbusse umgestellt, auf der letzten Linie fuhr der letzte O-Bus am 15. April 1964.
Zunächst wurden 13 gebrauchte dreiachsige italienische O-Busse beschafft, 4 Alfa Romeo (Baujahr 1942) ex ATAG Rom und 9 FIAT 672 ex ATM Mailand (Baujahr 1940/42), die vom 28. Mai 1944 bis März 1945 auf der ersten Strecke Hauptbahnhof – Sophienhöhe – Elmschenhagen, Toweddern eingesetzt wurden. Nach Ende des Krieges konnte nach Reparatur der O-Bus-Verkehr am 6. Dezember 1945 zwischen Schwedendamm und Toweddern wieder aufgenommen werden. Auf Anweisung der Alliierten mussten die unbeschädigt gebliebenen italienischen O-Busse aber 1946 zurückgegeben werden, lediglich sieben dieser O-Busse blieben nach Reparatur in Kiel. Ab 1948 wurden zunächst zehn O-Busse von Henschel mit Aufbau von Kässbohrer und elektrischer Ausrüstung von BBC nach Kiel geliefert. 1949/50 folgten weitere vier dieser Zweiachser, so dass nach und nach der Verkehr erweitert werden konnte. Außerdem gab es acht Busanhänger. Bei Grundüberholungen wurden die O-Bus-Motorwagen mit einer zusätzlichen Tür vor der Vorderachse für dem Einmannbetrieb ausgerüstet. Die O-Busse erhielten dann, wie die Dieselbusse, eine Lackierung in dunkelgrün/weiß. Außerdem wurde in eigener Werkstatt auf einem Henschel-Fahrgestell ein weiterer O-Bus aufgebaut, der mit einer elektrischen Ausrüstung von SSW 1955 in Betrieb genommen wurde.
Das O-Bus-Liniennetz hatte eine Streckenlänge von 9,5 km. Die Strecke begann am Hauptbahnhof und verzweigte sich in Elmschenhagen.
50 Hauptbahnhof – Bahnhofstraße – Kleinbahnhof (Kiel Süd) (Linienlänge 1,9 km; Ersatz für Straßenbahn; 1953 bis Ostring verlängert, am 12. Dezember 1960 eingestellt, durch Buslinie 8 ersetzt)
R0 Hauptbahnhof – Sophienhöhe – Elmschenhagen, Reichenberger Allee (6,2 km; am 1. Januar 1963 eingestellt)
S0 Hauptbahnhof – Sophienhöhe – Elmschenhagen, Reichenberger Allee – Kroog (7,9 km; am 1. Januar 1963 eingestellt)
T0 Hauptbahnhof – Sophienhöhe – Elmschenhagen, Toweddern (6,1 km; am 15. April 1964 eingestellt)

### Straßenbahn nach dem Zweiten Weltkrieg
Mit dem Ende des Zweiten Weltkrieges kam der Kieler Straßenbahnverkehr am 4. April 1945 völlig zum Erliegen, erst Ende Juli fuhren wieder die ersten Züge. Der Verkehr war jedoch bis 1949 wieder auf Vorkriegsniveau hergestellt, nur die Strecken zwischen Seegarten und Niemannsweg und vom Hauptbahnhof zum Kleinbahnhof blieben außer Betrieb. Am 16. Juli 1950 wurde als erste Neubaustrecke die Strecke in Wik bis zur Herthastraße verlängert. Hier wurde die erste Wendeschleife angelegt. 1950 wurde die Straßenbahn aus der südlichen Holstenstraße herausgenommen und in die Neue Straße (heute Andreas-Gayk-Straße) verlegt, 1953 wurde die Straßenbahnstrecke auch in der nördlichen Holstenstraße stillgelegt und dafür über Wall und Burgstraße (heute Eggerstedtstraße) zum Markt geführt.
Die KVAG war bundesweiter Vorreiter bei der Einführung der schaffnerlosen Straßenbahn mit einem stadtweiten Einheitstarif und der Selbstentwertung der Fahrscheine durch die Fahrgäste.
In den 1950er Jahren entwickelte die Kieler Straßenbahn unter ihrem damaligen Direktor Rauschenberger einen schaffnerlosen Straßenbahnwagen, der 1953 in Betrieb ging. Die Fahrscheine gab es bei Bedarf vorn beim Einstieg vom Fahrer (Einmannbetrieb). Unter der Leitung von Oberingenieur Gilbert entstanden diese sieben Einrichtungs-Zweiachser mit den Nummern 231 bis 237 nach vorausgegangener Entwicklung und Erprobung bis 1956 in den eigenen Werkstätten der KVAG. Ausgerüstet waren sie mit Gummifederung, zwei schrägen Frontscheiben (Sicherheitsglas, beheizte Fenster und elektrische Scheibenwischer), Fahrerplatz mit Drehsitz für den Einmannbetrieb, elektrisch angetriebenen Falttüren und 30 Sitzplätzen. An Stelle der Fahrkurbel bedienten die Fahrer den Fahrschalter wie ein Kraftfahrzeug per Fußschaltung, wodurch die Fahrzeuge den Spitznamen „Strampelmax“ erhielten. Die „Kieler Nachrichten“ titelten am 15. Juni 1954: „Nun auch Ein-Mann-Straßenbahnwagen in Kiel“. Und weiter hieß es: „[…] die Fahrt mit dem „Neuen“ ist ein Gedicht mit mehreren Strophen. Auf seiner Gummifederung wiegt sich der Wagen selbstgefällig und ignoriert jede Unebenheit. Die Fahrt ist für den Fahrgast eine wahre Erholung.“ Die KVAG lud am Tag darauf alle Kieler ein, die Fahrzeuge auf der Linie 7 kennenzulernen.
Aufgrund des Beschlusses zur Abschaffung der Straßenbahn in Kiel mit dem Generalverkehrsplan von 1977 wurde die Linie 4 als letzte Kieler Straßenbahnlinie am Sonnabend, den 4. Mai 1985, auf Busbetrieb umgestellt. Um 20:20 Uhr erreichte der letzte DÜWAG-Großraumtriebwagen 270 mit Uerdinger Beiwagen 81 den Betriebshof Gaarden.

## Die wichtigsten Linien in der Nachkriegszeit
10 Wik, Herthastraße – Markt – Hauptbahnhof – Rondeel – Schulensee (Stilllegung 1967)
20 Neue Universität – Markt – Hauptbahnhof – Exerzierplatz – Reventloubrücke (ab 1959 nur noch Neue Universität – Hauptbahnhof, 1963 Zusammenlegung mit Linie 7: Neue Universität – Exerzierplatz – Hasseldieksdamm) (Stilllegung 1969)
30 Eichhof – Exerzierplatz – Hauptbahnhof – Hassee (Stilllegung 1965)
40 Wik, Fähre Holtenau – Belvedere – Hauptbahnhof – Gaarden-Ost – Ellerbek – Wellingdorf (Stilllegung 1985)
70 Hasseldieksdamm – Exerzierplatz – Holstenbrücke – Hauptbahnhof (1963 Zusammenlegung mit der Linie 2: Hasseldieksdamm – Exerzierplatz – Neue Universität)

### Linie 1

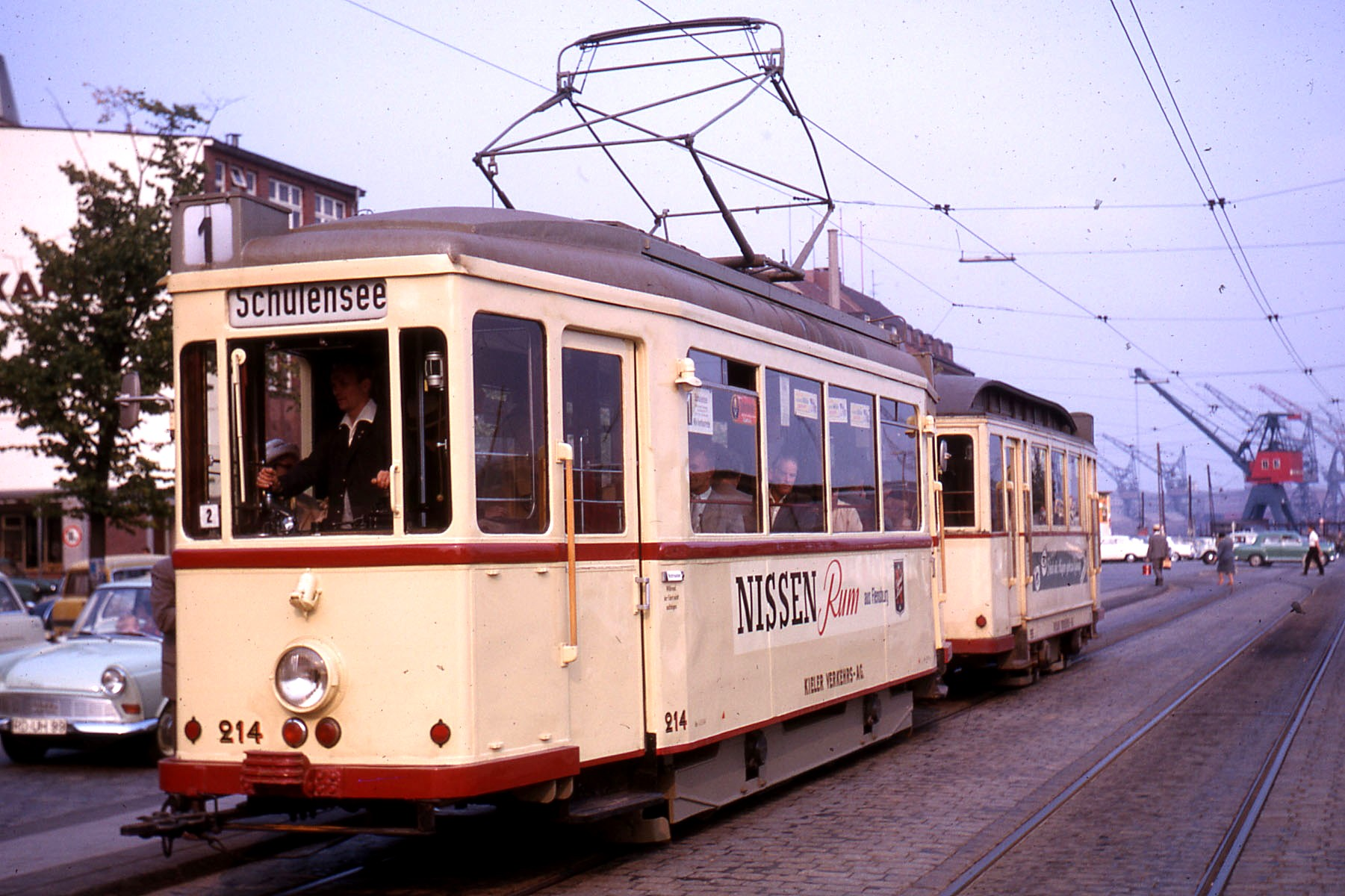
Wagen 214 auf Linie 1, Haltestelle Berliner Platz, 1964

Streckenführung: Herthastraße, Feldstraße, Brunswiker Straße, Schloßgarten, Dänische Straße, Markt, Pfaffstraße, Eisenbahndamm, Hauptbahnhof, Sophienblatt, Hamburger Chaussee, Schulensee
Neben der Linie 2 wurde nur noch die Linie 1 in der Nachkriegszeit ausgebaut und verlängert und zwar im Jahr 1950 um den Abschnitt vom Düvelsbeker Weg bis zur Herthastraße. Die Linie besaß ab den 1950er Jahren Wendeschleifen an beiden Endstellen sowie zusätzliche Wendedreiecke in Höhe Diesterwegstraße und der Forstbaumschule. Ab 1957/58 wurden auf dieser Linie die ersten vierachsigen DÜWAG-Großraumtriebwagen 241–252 im Solobetrieb eingesetzt. Während der nördliche Abschnitt in die Wik durchgängig zweigleisig ausgebaut war, existierten auf dem südlichen Ast nach Schulensee viele eingleisige Abschnitte. Eine Besonderheit war dabei eine Gleisverschlingung im Bereich des Wasserwerks in Schulensee. Einstellungsgrund der Linie im Jahr 1967 war der Bau des vierspurigen Theodor-Heuss-Ringes (B76), der die Hamburger Chaussee und damit die Straßenbahnlinie unterquert. Man entschied sich hier aus Kostengründen für eine Brücke, die nur für den Kfz-Verkehr ausgelegt ist.

### Linie 2

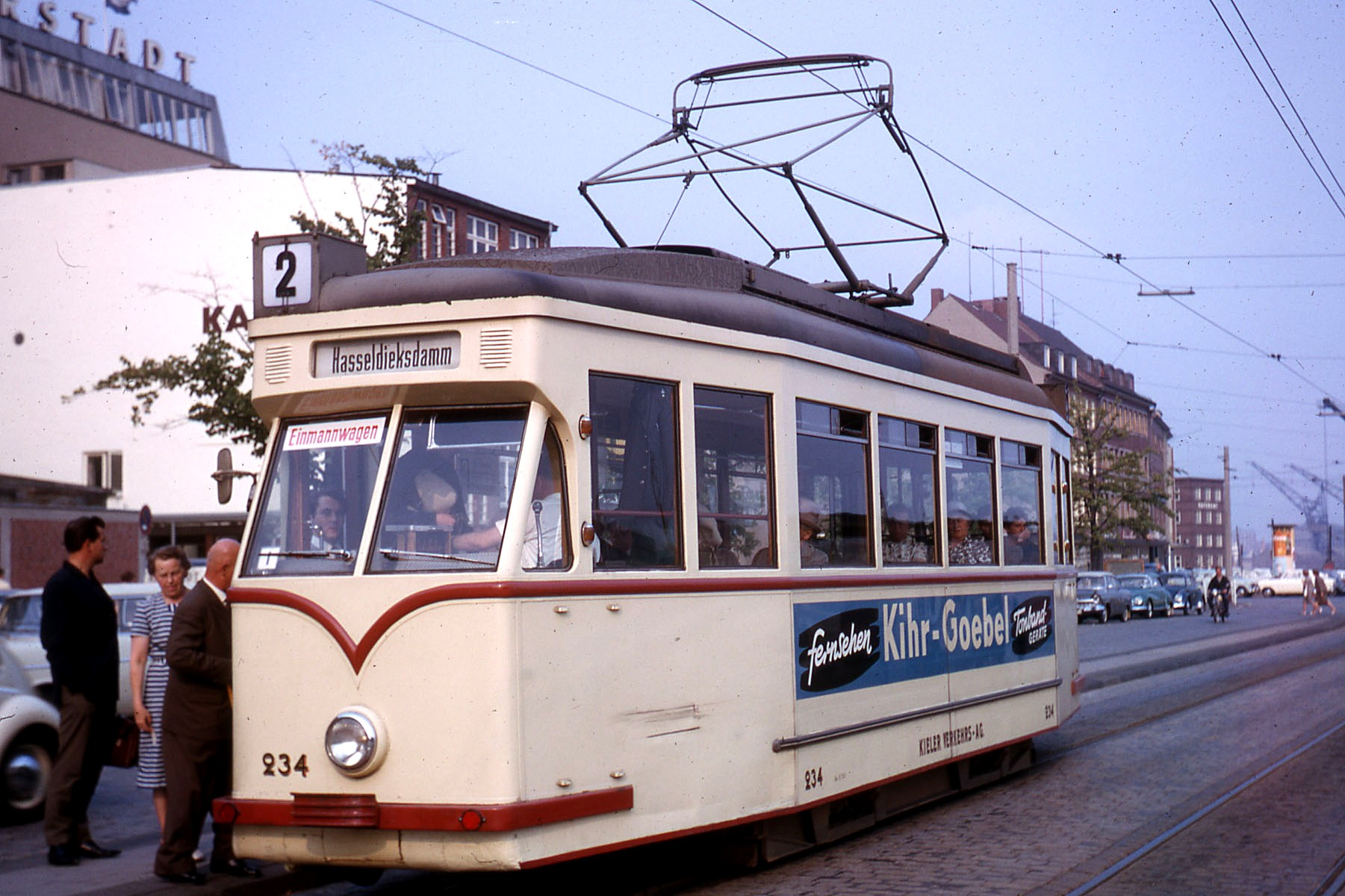
Triebwagen 234 auf Linie 2, Haltestelle Berliner Platz, 1964

Streckenführung ab 1963: Neue Universität, Olshausenstraße, Holtenauer Straße, Brunswiker Straße, Schloßgarten, Markt, Pfaffstraße, Holstenbrücke, Exerzierplatz, Möllingstraße, Hasseldieksdammer Weg; die Streckenführung vom Markt über Andreas-Gayk-Straße, Sophienblatt, Ringstraße, Adelheidstraße, Knooper Weg, Waitzstraße, Adolfstraße, Lornsenstraße, Niemanns Weg und Reventlou-Allee wurde aufgegeben.
Neben der Linie 1 wurde nur noch die Linie 2 in der Nachkriegszeit ausgebaut und verlängert und zwar im Jahr 1955 um den Abschnitt Holtenauer Straße – Neue Universität. Auf der Linie 2 kamen überwiegend die im Eigenbau entstandenen Fahrzeuge sowie die aus Lübeck erworbenen DÜWAG-Verbandstypen I und II zum Einsatz.
Von 1959 bis 1963 führte die Linie von der Neuen Universität kommend bis zum Hauptbahnhof, wo mittels eines Gleiswechsels gewendet wurde. Mit der Zusammenlegung der Linie 7 1963 übernahm Linie 2 die Strecke nach Hasseldieksdamm und führte von der Altstadt (Wall) über den Berliner Platz direkt nach Hasseldieksdamm, ohne den Hauptbahnhof zu berühren. Damit hatte die Linie Wendeschleifen an beiden Endpunkten, sie wurde jedoch trotzdem zu keinem Zeitpunkt durch Großraumwagen befahren. Mutmaßlicher Einstellungsgrund war die nicht vorhandene Möglichkeit zur Querung der Eisenbahngleise in Hasseldieksdamm für eine Verlängerung in den Neubaustadtteil Mettenhof.

### Linie 3

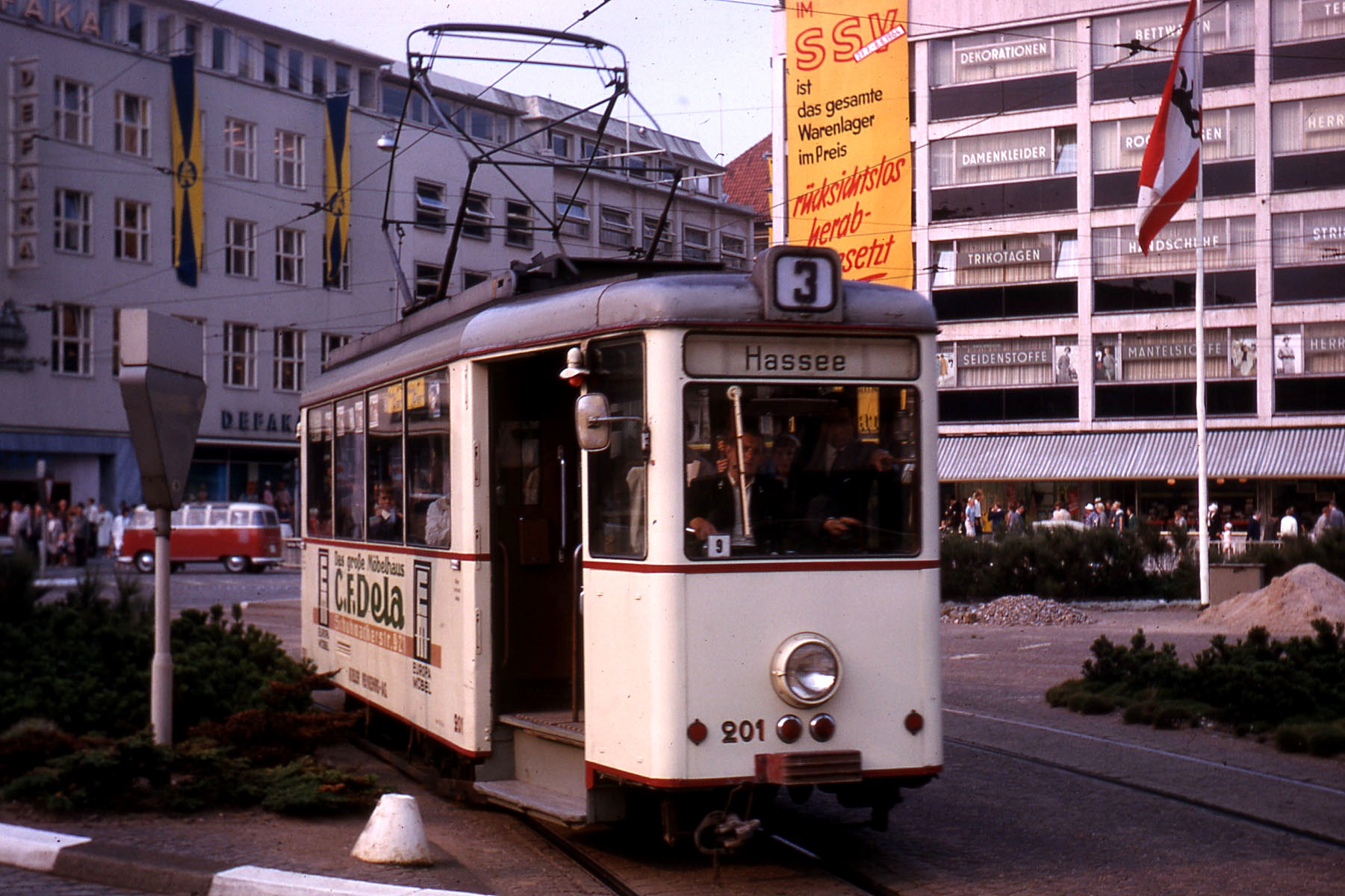
Wagen 201 auf Linie 3, Berliner Platz

Streckenführung: Hassee, Saarbrückenstraße, Kirchhofallee, Ringstraße, Sophienblatt, Hauptbahnhof, Andreas-Gayk-Straße, Holstenbrücke, Rathausstraße, Exerzierplatz, Möllingstraße, Eckernförder Straße, Eichhofstraße
Die Linie 3 erhielt in den 1950er Jahren nur an ihrem Endpunkt „Eichhof“ eine Wendeschleife. Die Platzverhältnisse ließen eine weitere Wendestelle an ihrem Endpunkt Hassee nicht zu. Deswegen kamen auf dieser Linie niemals Großraumwagen zum Einsatz. Sie wurde bis zum Schluss 1965 mit älteren Zweirichtungsfahrzeugen oder den aus Lübeck erworbenen Verbandstypen I und II bedient (bevor diese zu Einrichtungsfahrzeugen umgebaut wurden). Mutmaßlicher Einstellungsgrund war auch hier die nicht vorhandene Möglichkeit zur Querung der Eisenbahngleise in Hassee für eine Verlängerung.

### Linie 4

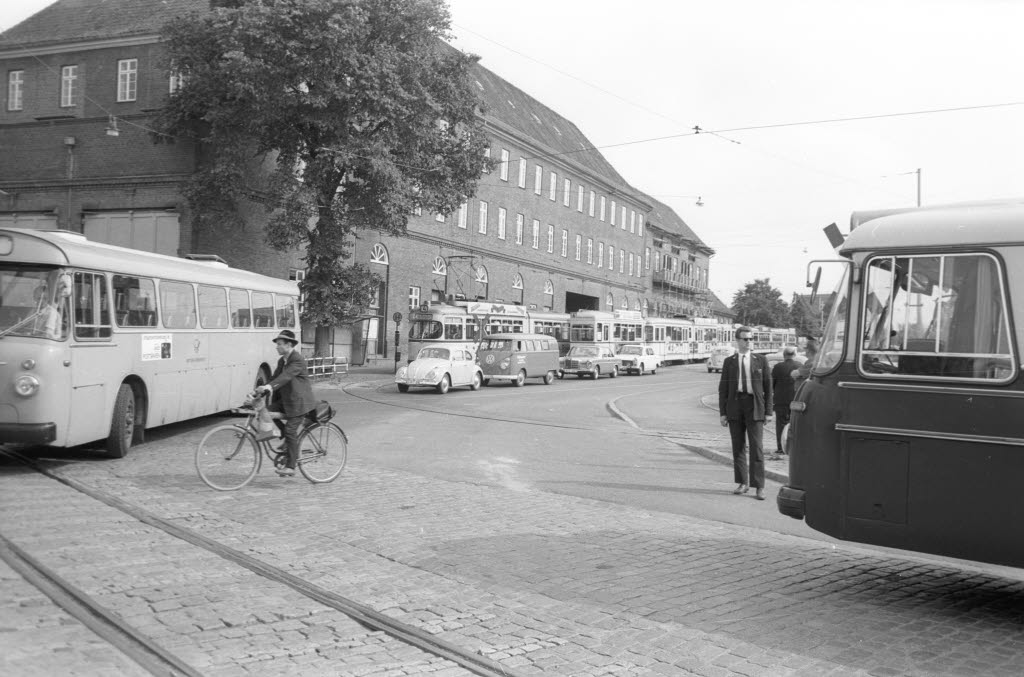
Endhaltestelle der Linie 4 in der Schleusenstraße

Streckenführung: Fähre Holtenau, Schleusenstraße, Holtenauer Straße, Bergstraße, Holstenbrücke, Andreas-Gayk-Straße, Hauptbahnhof, Sophienblatt, Gablenzstraße, Werftstraße, Karlstal, Schulstraße, Augustenstraße, Elisabethstraße, Werftstraße, Schönberger Straße, Wellingdorf
Die Linie 4 war die längste und wichtigste Linie der Kieler Straßenbahn, weil sie das West- mit dem Ostufer verband und die größten Kieler Industriebetriebe im Schiffbau Krupp Germaniawerft und Howaldtswerke (HDW) sowie das Marinearsenal auf ihrer Linie durch Gaarden bediente.
Sie war seit den 1950er Jahren mit Wendeschleifen an den Endstellen Wellingdorf sowie Fähre Holtenau ausgestattet und verfügte über weitere Wendemöglichkeiten durch Schleifen in der Werftstraße, im Betriebshof Gaarden, am Belvedere sowie durch die „Katastrophenschleife“, einer Altstadtdurchfahrung auf Gleisen der eingestellten Linien 1 und 2 durch den Schloßgarten. In Gaarden befand sich in der engen Schulstraße/Augustenstraße das letzte eingleisige Streckenstück der Kieler Straßenbahn.
Ab den frühen 1960er Jahren kamen überwiegend die sechsachsigen Gelenktriebwagen von DÜWAG mit umgebauten zweiachsigen Beiwagen sowie, nach Einstellung der Linie 1, die vierachsigen DÜWAG-Großraumtriebwagen in Doppeltraktion zum Einsatz.
Ab 1984 fuhr die Linie nicht mehr über die Bergstraße direkt zum Berliner Platz, sondern über die „Katastrophenschleife“ (Brunswiker Straße, Schloßgarten).
Diese Strecke führte seit 1969 nicht mehr über Dänische Straße – Markt, sondern über Burgstraße – Eggerstedtstraße.

### Linie 7
Streckenführung: Hasseldieksdammer Weg, Eckernförder Straße, Wilhelmplatz, Möllingstraße, Rathausstraße, Holstenbrücke, Eisenbahndamm, Auguste-Viktoria-Straße/Hauptbahnhof
Die Linie 7 führte von Hasseldieksdamm kommend über den Berliner Platz – und dann nicht wie alle anderen Linien in die Andreas-Gayk-Straße, sondern vorbei am Bootshafen, über Eisenbahndamm in die Auguste-Viktoria-Straße, die direkt nördlich des Empfangsgebäudes des Hauptbahnhofs endet. Dort hatte die Linie ihre eigene Endhaltestelle mit einem Wendedreieck, von dem ein Gleis auf die Hauptstrecke auf dem Sophienblatt westlich des Bahnhofes führte.
Die Linie wurde 1963 mit der Linie 2 verbunden, nachdem diese bereits ab 1959 nicht mehr den alten Rundkurs vom Hauptbahnhof über Knooper Weg und Waitzstraße zur Reventlouallee bediente. Auf der Linie 7 kamen üblicherweise in der Nachkriegszeit die KVAG-Eigenbauten mit dem Spitznamen „Strampelmax“ (wegen der Fußschaltung) zum Einsatz. Dabei handelte es sich um Neuaufbauten auf zweiachsigen Fahrgestellen als Einrichtungswagen mit vorderem Doppelspureinstieg in eigener Werkstatt, die nur mit Fahrer (ohne Schaffner) im Einmannverkehr gefahren wurden.

## Betriebshöfe

### Rondeel
Der erste Betriebshof wurde am 9. Juli 1881 für die Pferdestraßenbahn in Betrieb genommen. Er lag am Rondeel am Sophienblatt. Eine zweigleisige Halle für 18 Pferdebahnwagen, ein Stall und ein Verwaltungsgebäude waren dort errichtet worden. 1895/96 wurde der Pferdestall in eine zweigleisige Halle für zwanzig Wagen umgebaut und eine dreigleisige Halle neu errichtet. 1955 wurde das Grundstück an die Stadt verkauft. 1962 wurden die Anlagen abgerissen.

### Gaarden

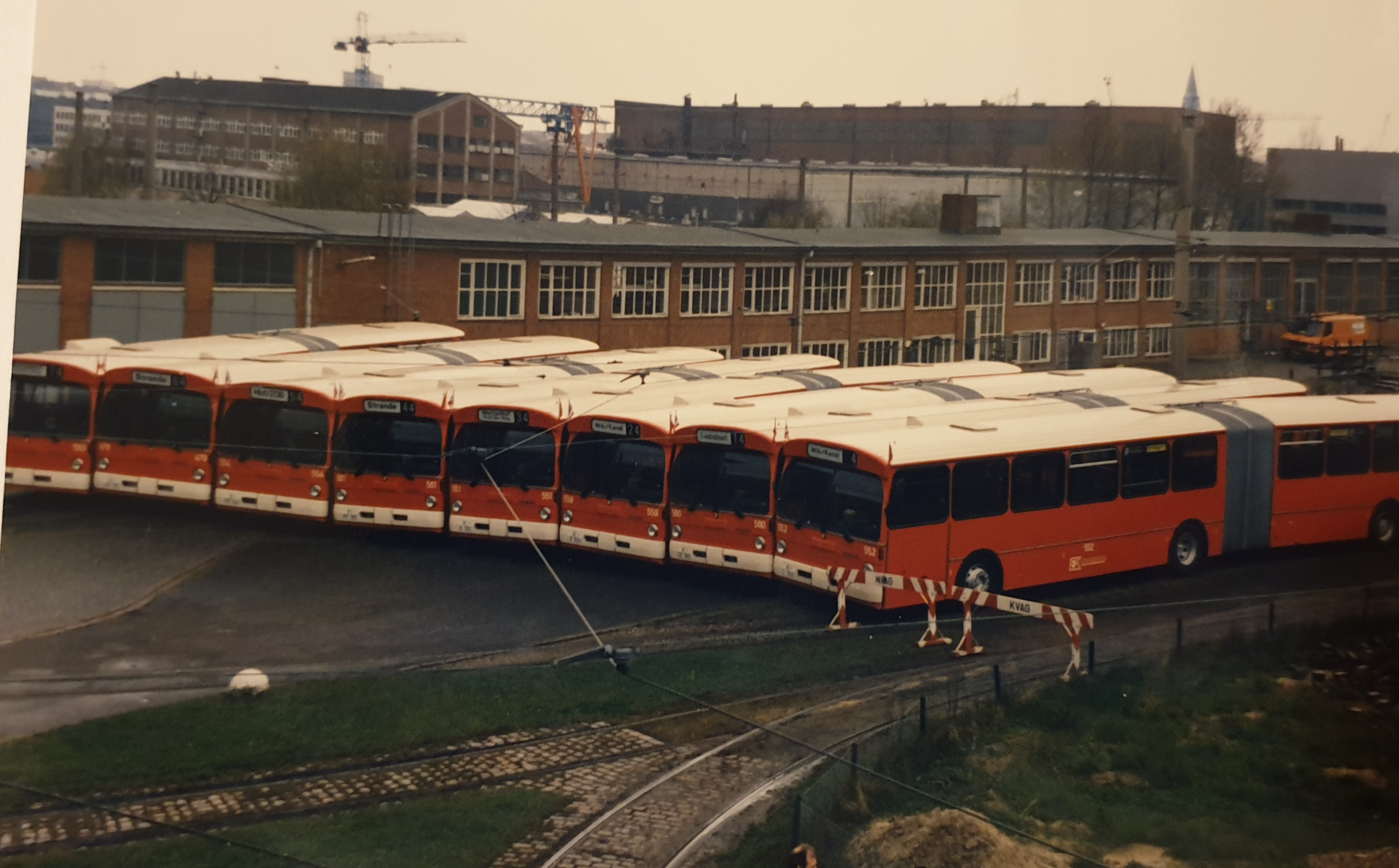
Kieler Verkehrs AG Betriebshof Werftstraße um 1985

Der Betriebshof Gaarden wurde am 1. Oktober 1900 an der heutigen Werftstraße in Betrieb genommen, die nach Gaarden führende Linie erst im Februar 1901. Eine Wagenhalle für 32 Motorwagen und 16 Beiwagen sowie eine Werkstatt mit Büroräumen und verschiedenen Nebengebäuden gehörten dazu. Dem Betriebshof war eine Kraftstation mit Maschinen und Kesselhaus angeschlossen, die den Strom für das Straßenbahnnetz erzeugte, bis er aus dem Stadtnetz übernommen wurde. Bereits 1908 war eine Erweiterung nötig.
1958 wurde direkt neben dem vorherigen Betriebshof, an der heutigen Stelle, ein neuer Betriebshof mit einer 14-gleisigen Wagenhalle für etwa 100 Wagen und eine Revisions- und Waschhalle errichtet. Auch die Schmiede und die Fahrleitungsmeisterei war hier beheimatet. Auf dem bisherigen Gelände wurde eine neue Werkstatt für Bahn und Bus errichtet. Der Betriebshof war bis zum Ende der Straßenbahn in Betrieb und wurde dann als reiner Busbetriebshof umgebaut.

### Wik

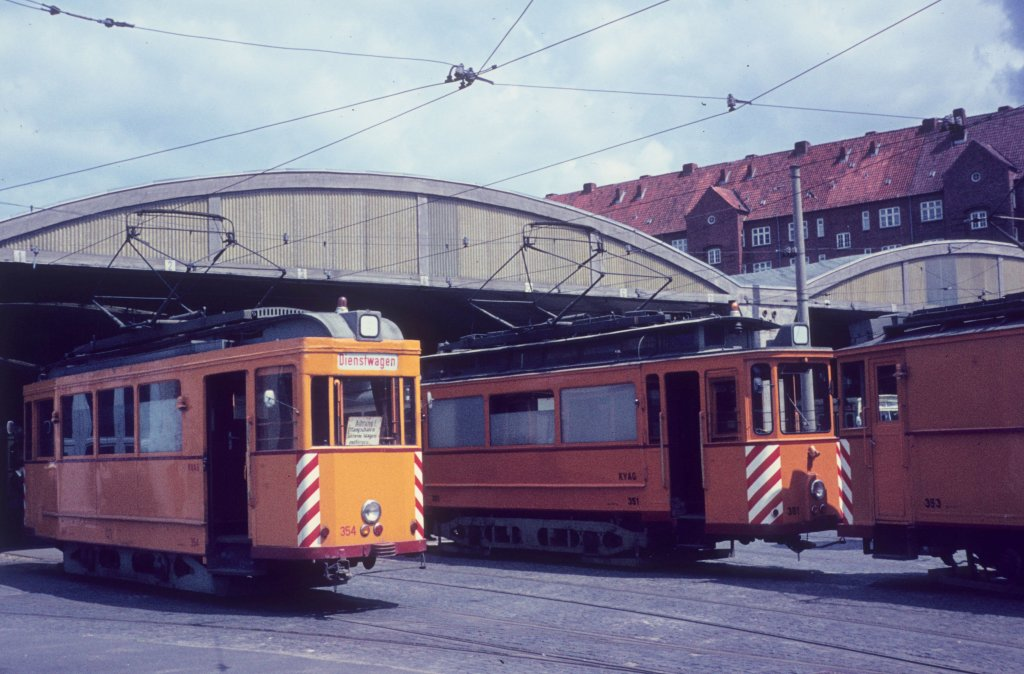
Betriebshof Gaarden im Jahr 1968: Kurvenschmierwagen 354, Schleifwagen 351, Schienenreinigungswagen 353

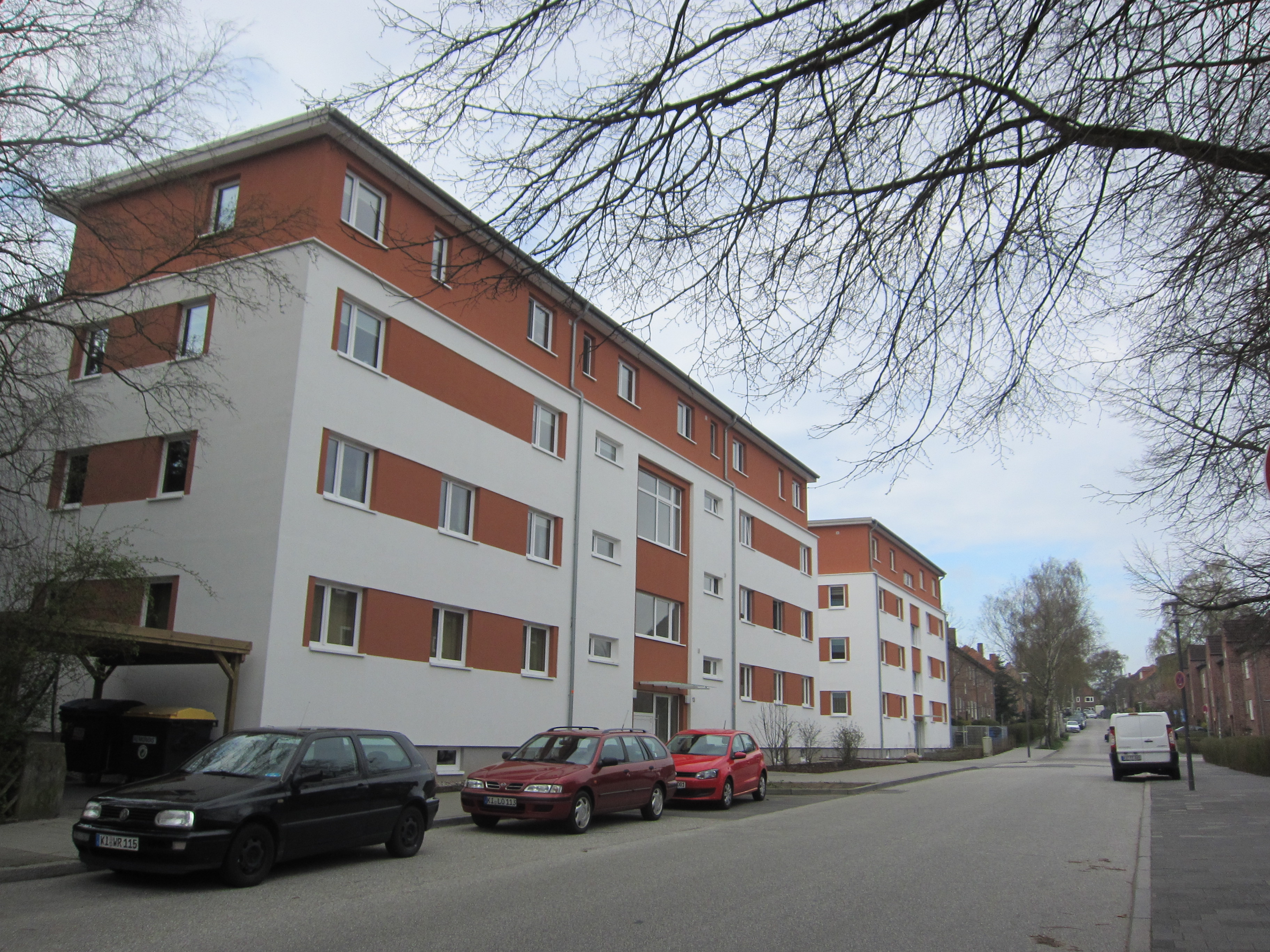
Das Gelände des Betriebshofs Wik im Jahr 2012

Der Betriebshof Wik wurde am 1. August 1908 an der Straße Hohenrade mit einer sechsgleisigen Halle eröffnet. 1939 wurde er um eine achtgleisige Halle erweitert.
Geschlossen wurde er am 1. Oktober 1968. Später wurde dort eine Karstadt-Filiale eröffnet, die mittlerweile durch einen Wohnungskomplex ersetzt wurde.

## Fahrzeuge
Die ersten Triebwagen hatten offene Perrons, diese wurden zunächst mit Stirnfenstern und später mit Seitentüren versehen. Statt ehemals fünf oder sechs Seitenfenstern wurden drei größere eingebaut. Auch die Stirnfenster wurden mit größeren Scheiben erweitert. Markant war ab etwa 1930 der würfelförmige Liniennummernkasten vorn rechts und hinten links auf dem Dach von Triebwagen und Beiwagen. Nur die Lübecker Wagen und die DÜWAG-Großraum- und -Gelenktriebwagen hatten einen Nummernkasten mittig über dem Zielschild. Nach 1945 wurde von Stangenstromabnehmer auf Scherenstromabnehmer umgestellt.
| Bauart          | Baujahr           | Hersteller                      | Wagennrn.            | Anzahl | Ausmusterung                                           | Bemerkungen |
| --------------- | ----------------- | ------------------------------- | -------------------- | ------ | ------------------------------------------------------ | --- |
| Pferdebahnwagen |                   |                                 |                      |        |                                                        | |
| B2 ZR           | 1881–1883         | Waggonbau Noell, Würzburg; Popp | 1–18                 | 18     | ab 1900                                                | später als Beiwagen verwendet |
| Triebwagen      |                   |                                 |                      |        |                                                        | |
| T2 ZR           | 1900              | Steinfurt                       | 19–53                | 35     |                                                        | fünf Fenster |
| T2 ZR           | 1900              | Herbrand                        | 54–59                | 6      |                                                        | sechs Fenster |
| T2 ZR           | 1900–1906         | Herbrand                        | 117–146 (ex 80–109)  | 30     | 1960–1966                                              | 1949–1952 sechs Triebwagen umgebaut. 130: 1953 Fahrschulwagen, 1981 an HSM; 140 an VVM; 146 an Braunschweig (dort 103, rekonstruiert)                                              |
| T2 ZR           | 1908–1909         | Falkenried                      | 147–188 (ex 150–191) | 42     | 1960–1966                                              | 1941–1947 Umbau drei Triebwagen, zuletzt mit Fahrersitz und Schaffnerplatz |
| T2 ZR           | 1913–1915         | Hansa                           | 189–211 (ex 192–214) | 23     | bis 1960                                               | |
| T2 ZR           | 1940              | Wismar                          | 212–226              | 15     | 1967–1969                                              | 1959–1962 teilweise Umbau (schräge Front), 215 und 216 nach Umbau gesickte Seitenwand; 215 1971 an Braunschweig 116                                                                |
| T2 ZR           | 1951              | DÜWAG                           | 191–200              | 10     | ab 1969                                                | Verbandstriebwagen, 1960 aus Lübeck 240–249, Umbau Falttüren, 1965 Umbau ER, Falttüren                                                                                             |
| T2 ZR           | 1949/1950         | DÜWAG                           | 201–205              | 5      | 1969–1981                                              | Aufbautriebwagen, 1960 aus Lübeck 251–255, 1964 Umbau in Beiwagen 80, 82–85 |
| T2 ER           | 1953–1956         | Eigenbau                        | 231–237              | 7      | 1969                                                   | |
| T4 ER           | 1953–1958         | DÜWAG                           | 241–252              | 12     | 1985                                                   | 1964 Umbau auf Doppeltraktionssteuerung, die Wagen 247–252 wurden Nachläuferwagen, Einbau einer zweiten Fronttür für Einmannbetrieb. 241 an VVM Schönberger Strand (betriebsfähig) |
| GT6 ER          | 1960/1961         | DÜWAG                           | 261–275              | 15     | 1985                                                   | 262 1985 an HSM (verschrottet), 269 Motor Technica Museum Bad Oeynhausen (verschrottet)                                                                                            |
| Beiwagen        |                   |                                 |                      |        |                                                        | |
| B2 ZR           | 1900              | Lindner                         | 111–126              | 16     | ?                                                      | sieben Wagen 1917 oder 1920 an Braunschweig (dort 235–241) |
| B2 ZR           | 1908              | Herbrand                        | 125–134              | 10     |                                                        | Umbau 193 in Bw 36–45 |
| B2 ZR           | 1913 (1896/97)    | Steinfurt, Herbrand             | 135–147              | 13     |                                                        | Umbau aus Tw Serie 19–59 |
| B2 ZR           | 1928              | Eigenbau                        | 6–13                 | 8      | 1966                                                   | Umbau aus Bw Serie 135–147 |
| B2 ZR           | 1899              | Herbrand                        | 14–28                | 15     | 1966/67                                                | 1917 aus Braunschweig |
| B2 ZR           | 1900              | Lindner                         | 29–35                | 7      | 1966/67                                                | Umbau aus Bw 111–126 |
| B2 ZR           | 1931 (1908)       | Herbrand                        | 36–45                | 10     |                                                        | Umbau aus Bw 125–134 |
| B2 ZR           | 1930/31 (1896/97) | Eigenbau (Herbrand)             | 46–57                | 12     | 1961–1967                                              | Umbau aus Tw Serie 19–59 |
| B2 ZR           | 1908              | Uerdingen                       | 58–82                | 25     | Kriegsverlust: 58, 60, 75, 79, 80, 82; Rest: 1969–1985 | 15 Wagen 1964 umgebaut B2 ER mit Falttüren: 61, 63, 64, 66, 68–74, 76–78, 81; 62 1984 an Braunschweig (250)                                                                        |
| B2 ZR           | 1949              | Uerdingen                       | 86+87                | 2      | 1967, 1975                                             | Kriegsstraßenbahnwagen |
| B2 ZR           | 1950              | Elze                            | 88–90                | 3      | 1966/67                                                | |
| B2 ER           | 1964 (1949/50)    | eigene Werkstatt (DÜWAG)        | 80II, 82II–85        | 5      | 1969–81                                                | Umbau aus Tw 201–205, ex Lübeck; 80 1984 an VVM |

Erläuterungen: Beiwagen, Ein-Richtungs-Wagen, Gelenk-Triebwagen, Triebwagen, Zwei-Richtungs-Wagen, 2, 4, 6 Achsen

## Die Kieler Straßenbahn nach 1985
VVM Schönberg

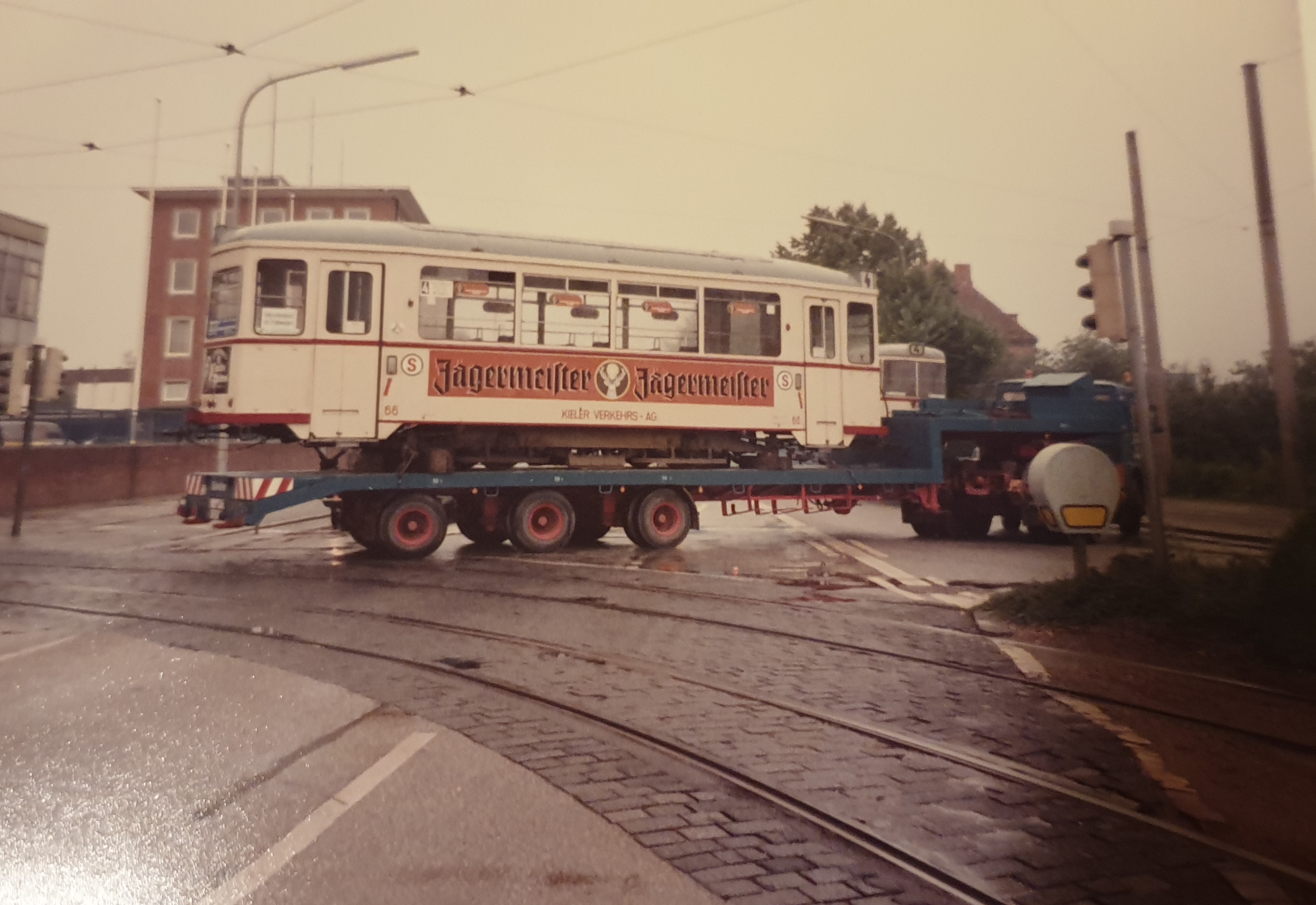
Der letzte Kieler Straßenbahnwagen wird abtransportiert

Beim VVM Schönberger Strand ist heute die größte Zahl erhalten gebliebener Fahrzeuge der Kieler Straßenbahn zu finden.
Die dortige Sammlung umfasst die Triebwagen 140, 195, 196, 197 (nur Fahrgestell), 241, 354 sowie die Beiwagen 64, 68 (nur Fahrgestell) und 80.
Sonstige
- Bw 61 in der Traum GmbH (ehemals „Traumfabrik“), Kiel
- Bw 62 bei den Verkehrsbetrieben Braunschweig
- Bw 63 vermutlich noch vorhanden in Bad Oeynhausen
- Tw 269 wurde 2023 aufgrund schlechter Erhaltung in Bad Oeynhausen verschrottet
- ATw 350 beim Hannoverschen Straßenbahn-Museum
- ATw 352 bei den Verkehrsbetrieben Braunschweig als Museums-Tw 103
- ABw 363 im Technologiezentrum Waldlaubersheim

## Relikte

### Oberleitungsrosetten
Bis zur Einstellung der Linie 2 im Jahr 1969 fuhr die Straßenbahn durch die Rathausstraße. Aber auch danach blieb bis zur Neugestaltung des Rathausplatzes für die Olympischen Spiele 1972 die Wendeschleife befahrbar. Heute, um 50 Jahre später, finden sich noch Reste zur Aufhängung der Oberleitung am Theater und am Rathaus. Die letzten Gleise kamen im März 2018 bei der Modernisierung der Rathausstraße zum Vorschein. Weitere Oberleitungsrosetten finden sich in der Ringstraße, dem Knooper Weg, der Lornsenstraße und in der Feldstraße, vereinzelt auch in anderen Straßenzügen.

### Wartehallen
An der Endstation Wik (Herthastraße) endet heute noch der Bus und nutzte von 1967 bis 2020 die frei gewordene Fläche der ehemaligen Straßenbahnlinie 1. Die ehemalige Wartehalle der Straßenbahn existiert bis heute. Die nach dem Zweiten Weltkrieg beschädigte Wartehalle vermietete die Kieler Verkehrs-AG ab 1951 für 50 Mark Monatsmiete. Hier gab es für die wartenden Fahrgäste „im Anbau befindliche Waren“. Die weiteren Wartehallen der Straßenbahn, die bis in die heutige Zeit überlebt haben, finden sich an der Belvedere und in Schulensee.

### Gleisreste
Der Gleiskörper der Kieler Straßenbahn ist heute bis auf wenige Ausnahmen abgebaut. Im Oktober 2006 befanden sich nur noch Schienenreste in der Eggerstedtstraße sowie der ehemaligen Wendeschleife Belvedere. Beide Gleisreste gehörten nicht zu der von der letzten Linie 4 regulär befahrenen Strecke, sondern sind nur als Ausweichstrecke in der Innenstadt bzw. für vorzeitiges Wenden im Nordwesten genutzt worden, die Strecke in der Eggerstedtstraße auch im letzten Jahr vor der Stilllegung, um die Strecke über die Bergstraße bereits ein Jahr früher stillzulegen.

## Planungen zur Wiedereinrichtung
Nach der Einstellung der letzten Straßenbahnlinie 1985 und dem Abbau der Gleise in den folgenden Jahren wurden Überlegungen angestellt, eine StadtRegionalBahn Kiel nach dem Karlsruher Modell in Kiel einzuführen. Da der an Kiel angrenzende Kreis Rendsburg-Eckernförde gegen eine Beteiligung am Projekt war, gab der Kieler Oberbürgermeister Ulf Kämpfer (SPD) im Mai 2015 das vorläufige Aus für das Projekt bekannt.
Seit 2016 verfolgt die Stadt Kiel das Projekt einer zunächst auf das Kieler Stadtgebiet begrenzten Stadtbahn. Nach einem mehrjährigen Prüfungs-, Planungs- und Beteiligungsprozess stimmten am 17. November 2022 alle Mitglieder der Kieler Ratsversammlung mit Ausnahme der AfD für die Umsetzung des Projekts. Die Eröffnung der ersten Linie soll demnach zwischen 2033 und 2034 erfolgen.